# Municipio de Badus
El municipio de Badus (en inglés: Badus Township) es un municipio ubicado en el condado de Lake en el estado estadounidense de Dakota del Sur. En el censo de 2010 tenía una población de 109 habitantes y una densidad poblacional de 1,19 personas por km².

## Geografía
El municipio de Badus se encuentra ubicado en las coordenadas 44°9′36″N 97°10′48″O / 44.16000, -97.18000. Según la Oficina del Censo de los Estados Unidos, el municipio tiene una superficie total de 91.96 km², de la cual 91 km² corresponden a tierra firme y (1,04 %) 0,96 km² es agua.

## Demografía
Según el censo de 2010, había 109 personas residiendo en el municipio de Badus. La densidad de población era de 1,19 hab./km². De los 109 habitantes, el municipio de Badus estaba compuesto por el 94,5 % blancos, el 4,59 % eran afroamericanos y el 0,92 % eran de una mezcla de razas. Del total de la población el 0 % eran hispanos o latinos de cualquier raza.